# Dionisio Fernández-Nespral Aza
Dionisio Fernández-Nespral Aza (El Entrego, 1907 - Gijón, 1985) fue un ingeniero industrial y militar de artillería español.
Era hijo de Juan Fernández-Nespral García-Argüelles y Luisa Aza González-Campomanes. Ocupó los cargos de Diputado Provincial, Primer Teniente Alcalde del Ayuntamiento de Gijón bajo el mandato de Luis Cueto-Felgueroso y Vocal de la Caja de Ahorros de Asturias. Fue Presidente de la Sociedad de Fomento, encargada de la gestión de los muelles y dársenas del puerto de Gijón y vocal electo de la Junta de Obras del Puerto, presidente de la Comisión Distribuidora del Carbón, consejero delegado de Naviera del Nalón S.A., presidente de la Unión Estibadora, directivo de la Asociación de Consignatarios de Asturias, y directivo de la Cámara de Comercio de Gijón.
El 11 de agosto de 1998 el ayuntamiento de Gijón le dedicó una calle.

## Dirigente deportivo
Fue presidente del Real Club Astur de Regatas entre 1947 y 1951 y del Club de Tenis de Gijón entre 1963 y 1966, además de vicepresidente del Real Sporting de Gijón durante la presidencia de Secundino Felgueroso Fernández-Nespral, y directivo del Club de Golf de Castiello. 
El Torneo Dionisio Nespral de tenis lleva su nombre.